# Лещинский, Рафаил (подскарбий великий коронный)
Рафаил (Рафал) Анджей Лещинский (пол. Rafał Leszczyński; 1650 — 31 января 1703, Олесница) — польский государственный деятель и магнат, подстолий великий коронный (1676—1677), стольник великий коронный (1677—1678), кравчий великий коронный (1678—1683), хорунжий великий коронный (1683—1685), воевода калишский (1685—1687) и познанский (1687—1692), староста генеральный великопольский и воевода ленчицкий (1692—1702), подскарбий великий коронный (1702—1703). Староста всховский (1671), мостиский, одолянувский, дубенский и новодворский. Отец польского короля Станислава Лещинского, поэт и оратор.

## Биография
Представитель знатного магнатского рода Лещинских герба Венява. Младший (третий) сын подканцлера великого коронного Богуслава Лещинского (1612—1659) и Анны Денгоф (1620/1622-1651/1657). Старшие братья — епископ луцкий Богуслав Лещинский (1645—1691) и староста варшавский Ян Преслав Лещинский (ум. 1668). Внук воеводы белзского Рафаила Лещинского (1579—1636).
В молодости Рафаил Лещинский много лет провёл за границей, главным образом, во Франции. В 1670 году воевода дерптский Преслав Лещинский уступил Рафаил староство всховское, которое он принял во владение в 1671 и занимал до 1688 года. В 1676 году при поддержке своего тестя, воеводы русского Станислава Яна Яблоновского, Рафаил Лещинский получил должность подстолия великого коронного. В следующем году он стал стольником великим коронным, а в 1678 году кравчим великим коронным. В 1683 году Рафаэль Лещинский был назначен хорунжим великим коронным.
Рафаил Лещинский критиковал проавстрийскую политику польского короля Яна III Собеского и был сторонником профранцузской партии. В 1683 году участвовал в знаменитой битве с турками под Веной, где командовал гусарской хоругвью и пехотным полком. В 1685 году получил должность воевода калишского, а в 1687 году стал воеводой познанским.
На сейме 1690 года Рафаил Лещинский возглавил великопольскую оппозицию, которая выступала против дальнейшего продолжения войны с Османской империей. В 1692 году стал генеральным старостой великопольским и воеводой ленчицким. В 1697 году во время избирательной кампании Рафаил Лещинский вначале поддерживал кандидатуру королевича Якуба Собеского, но затем перешел на сторону саксонского курфюрста Августа Сильного. В том же 1697 году подписал элекцию Августа Сильного. В 1700 году после начала Северной войны и вступления шведских войск на территорию Речи Посполитой Рафаил Лещинский принял участие в переговорах с Карлом XII. В 1702 году получил должность подскарбия великого коронного.

## Семья
В 1676 году Рафаил Лещинский женился на Анне Яблоновской (1660—1727), дочери гетмана великого коронного Станислава Яна Яблоновского (1634—1702) и Марианны Казановской (1643—1687). Дети:
- Станислав Лещинский (1677—1766) — подчаший великий коронный (1697—1699), воевода познанский (1699—1704), староста одолянувский, дубенский и новодворский, король Речи Посполитой (1704—1709, 1733—1735), герцог Лотарингии и Бара (1738—1766)